# Terezín
Terezín (tyska: Theresienstadt) är en stad i Tjeckien med drygt 3 000 invånare belägen 50 kilometer norr om Prag.
Terezín är en gammal fästnings- och garnisonsstad från 1700-talet som under andra världskriget användes som koncentrationsläger. Efter kriget blev den åter garnisonsstad men 1996 lämnade den tjeckoslovakiska armén Terezín, vilket medförde negativa effekter på den lokala ekonomin. Idag har man bland annat möbel- och textiltillverkning i staden och i närliggande orter flera industrier. Terezín har ett betydande museum om förintelsen – Památnik Terezín.

## Geografi
Terezín hör till det historiska landskapet Böhmen (tjeckiska: Čechy), som varit en del av det habsburgska väldet och dubbelmonarkin Österrike-Ungern.

## Historia
Fästningen Theresienstadt byggdes i slutet av 1700-talet under den österrikiske kejsaren Josef II och blev uppkallad efter hans mor Maria Theresia. Syfte med fästningen var att hindra framryckande fiendetrupper under de preussisk-österrikiska krigen. Innan fästningen stod färdig hade den dock förlorat sin militära betydelse men kom att fungera som en betydelsefull garnisonsstad. Den s.k. Lilla fästningen blev i början av 1800-talet militärfängelse och fängelse för politiska fångar.
Under första världskriget hölls Gavrilo Princip, mannen som 1914 mördade den österrikisk-ungerske ärkehertigen Franz Ferdinand vid skottet i Sarajevo, fången här; han avled 1918.
Under andra världskriget användesTerezín/Theresienstadt som koncentrationsläger och judiskt getto. Ett år efter den tyska annekteringen av Böhmen och Mähren hade den Lilla fästningen i Theresienstadt börjat användas som fängelse av Gestapo och 1941 inrättades i en del av huvudfästningen, garnisonsstaden, ett uppsamlingsläger för judar. Den lokala tjeckiska befolkningen tvångsförflyttades undan för undan och 1942 blev hela den muromgärdade garnisonsstaden ett koncentrationsläger och getto (se Theresienstadt (koncentrationsläger). Man beräknar att cirka 30 000 personer avled i gettot.
Efter kriget var Lilla fästningen under tre år (1945-48) ett interneringsläger för tysktalande tjecker och tyskar som skulle överflyttas till Tyskland. Många internerade avled på grund av sjukdomar, undernäring eller av de tjeckiska vakternas misshandel. En av kommendanterna för lägret, Stanislav Franc, hade själv varit fånge i Lilla fästningen under nazisterna.
1946 började tjecker flytta tillbaka till Terezín, som nu åter blev garnisonsstad fram till 1996 då den tjeckoslovakiska armén lämnade staden. Terezín är idag en "civil" stad med bland annat möbel- och textiltillverkning.
Terezín har ett större museum om förintelsen - Památnik Terezín (Minnesmärket Terezín).

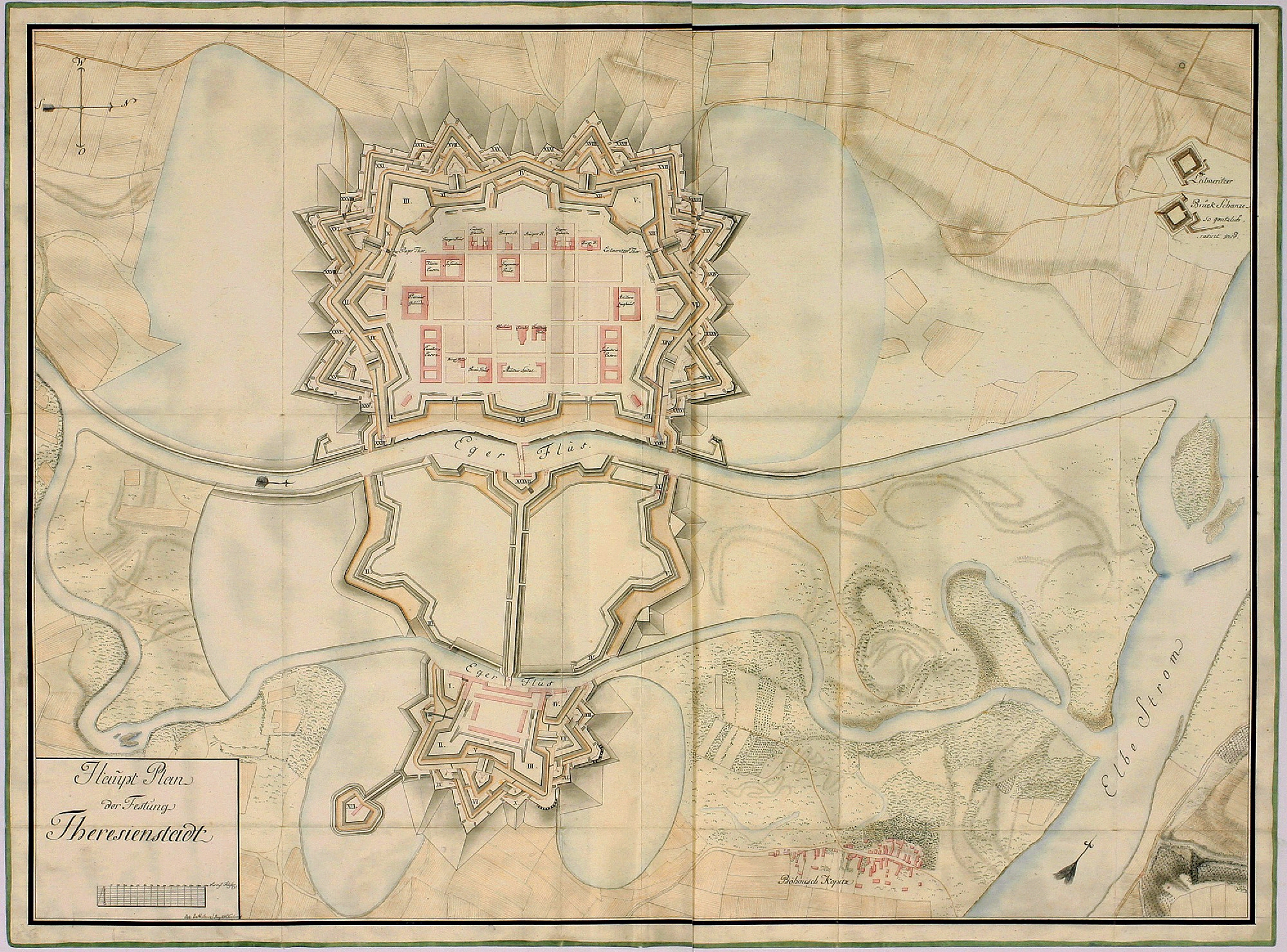
Fästningen vid floden Eger år 1790. Överst den befästa garnisonsstaden, nederst den s.k Lilla fästningen.
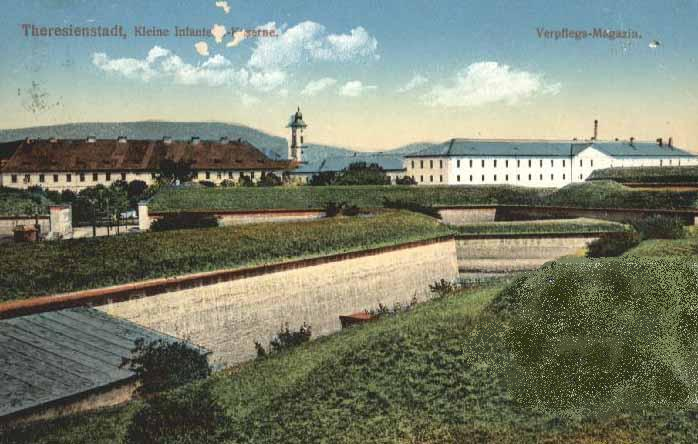
Terezíns fästning, vykort cirka 1910.
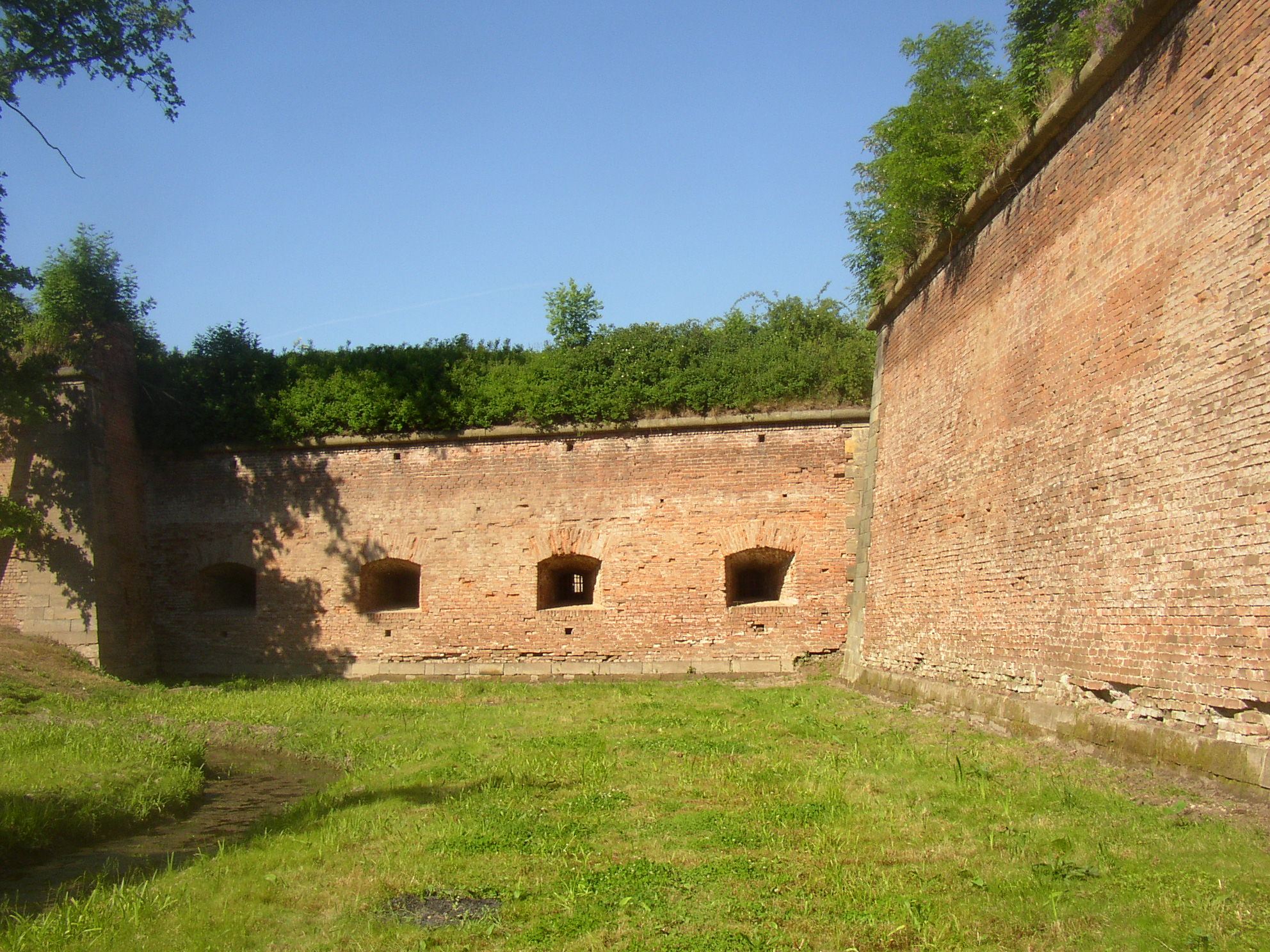
En del av fästningen Terezín.
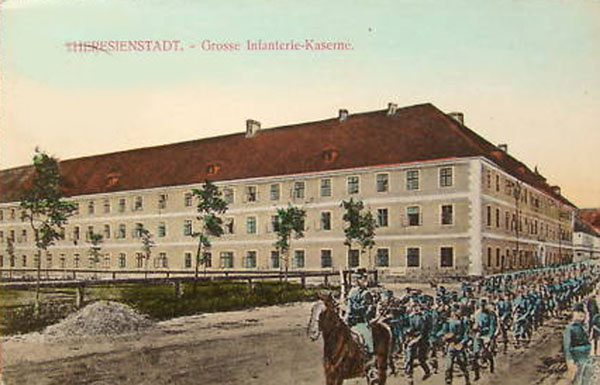
Stora infanterikasernen, vykort cirka 1900
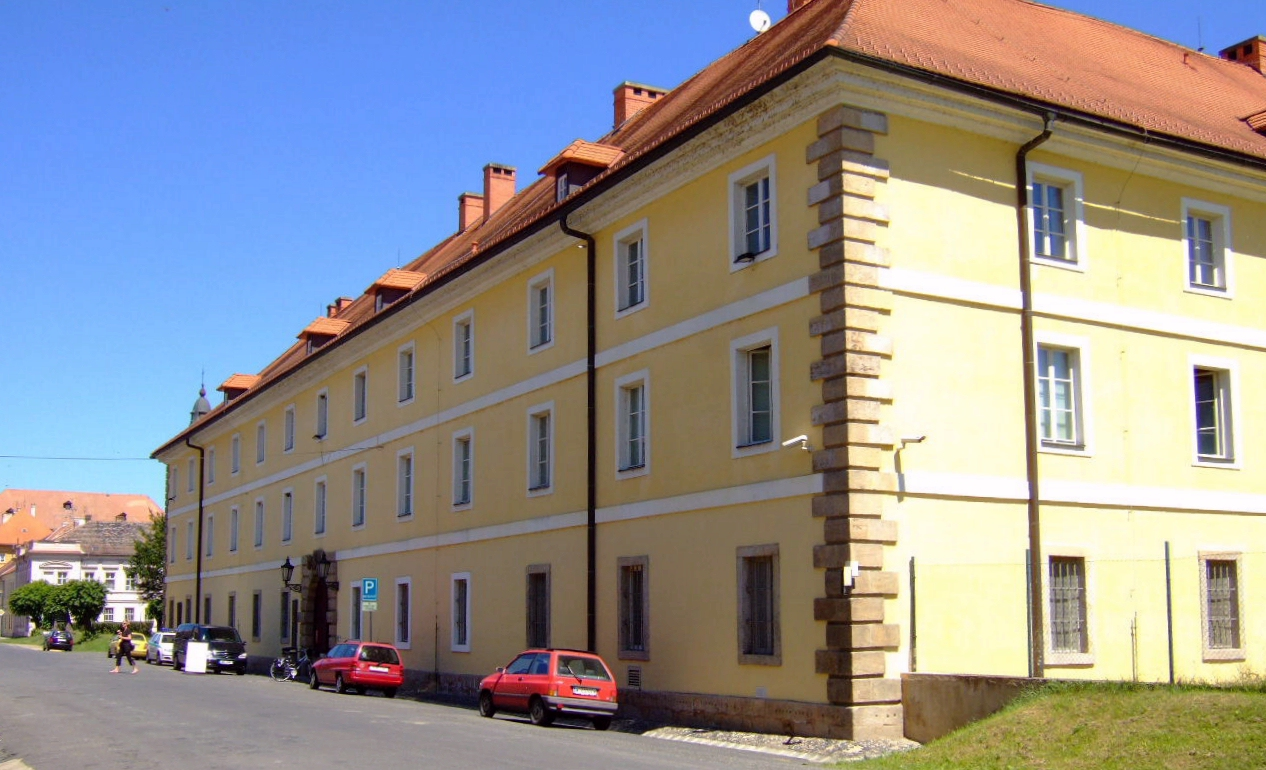
Infanterikasernen blev säte för "Juderådet" och är idag museum.
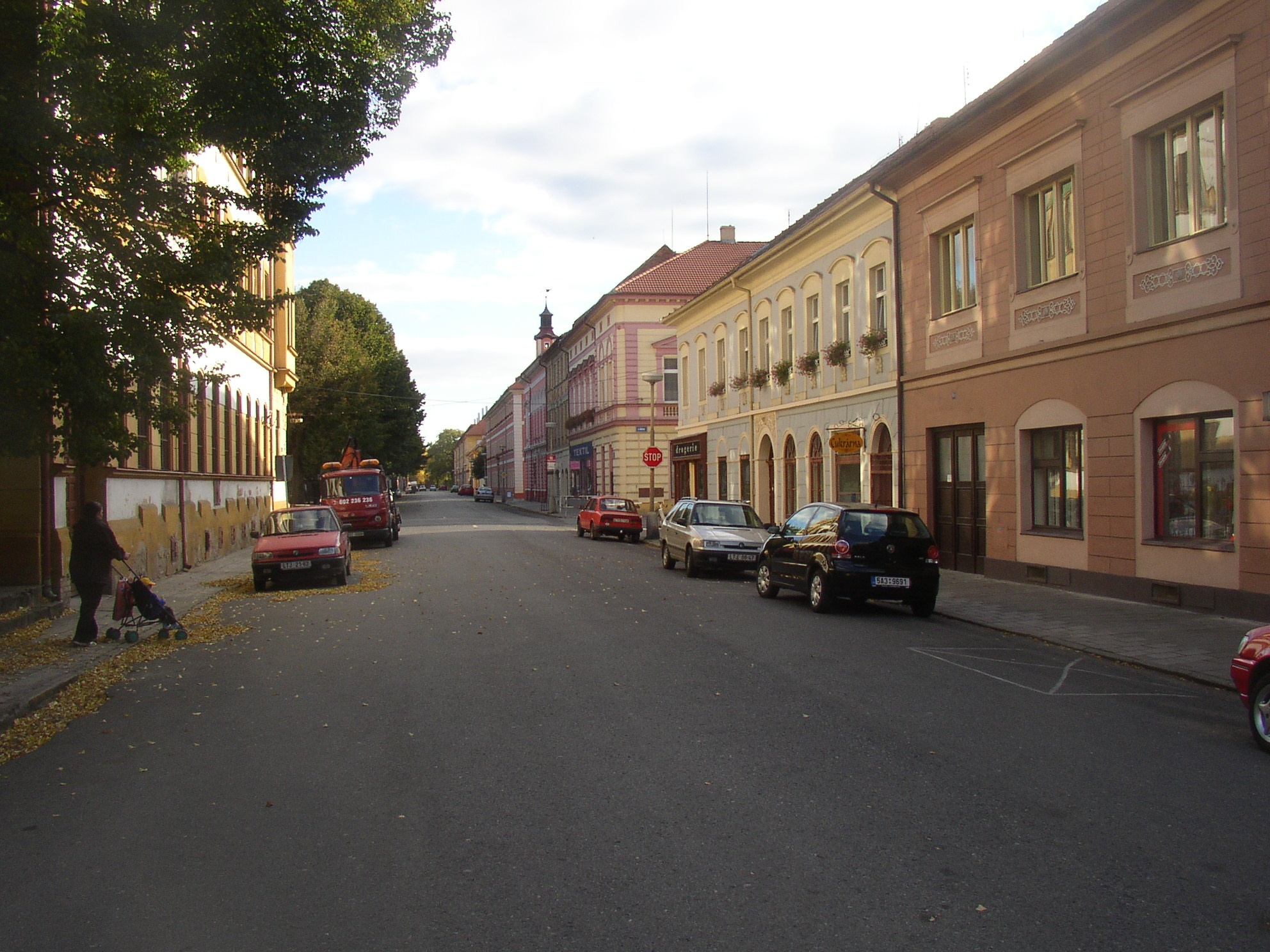
Vy från Máchagatan mot stadsparken.
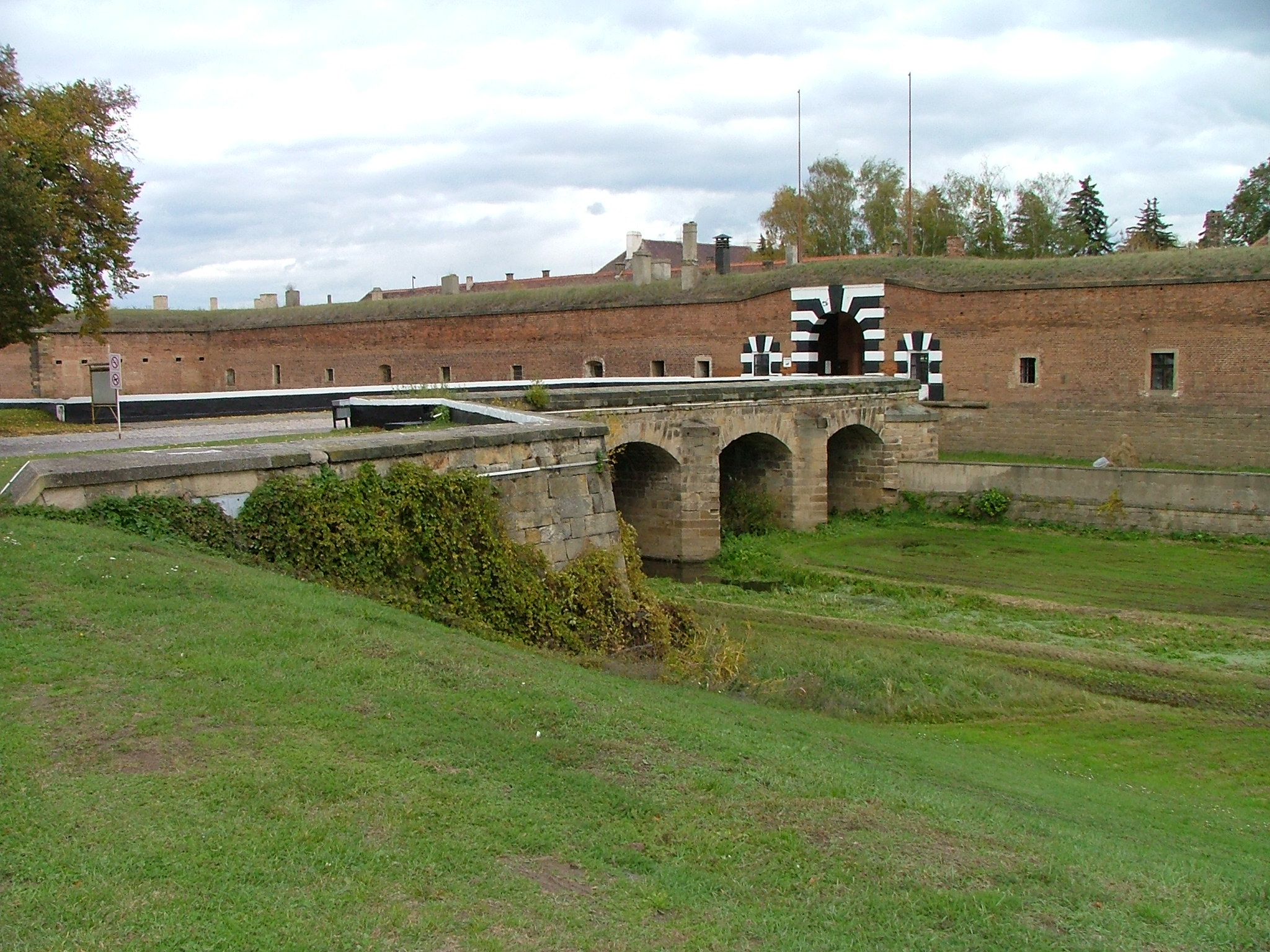
Ingången till Lilla fästningen.
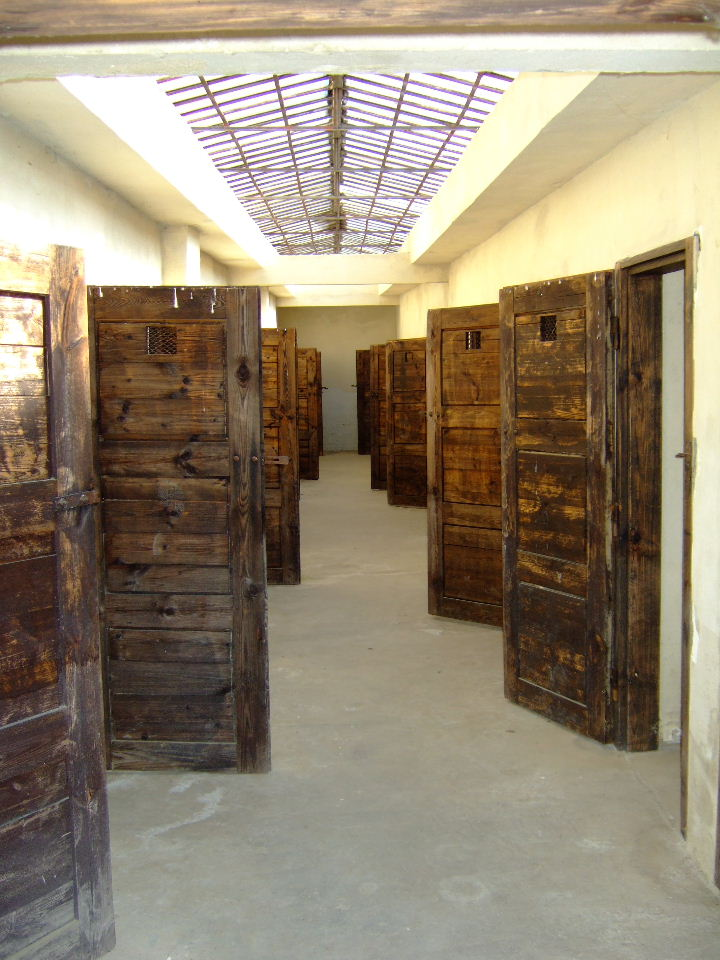
Fängelsekorridor i Lilla fästningen.
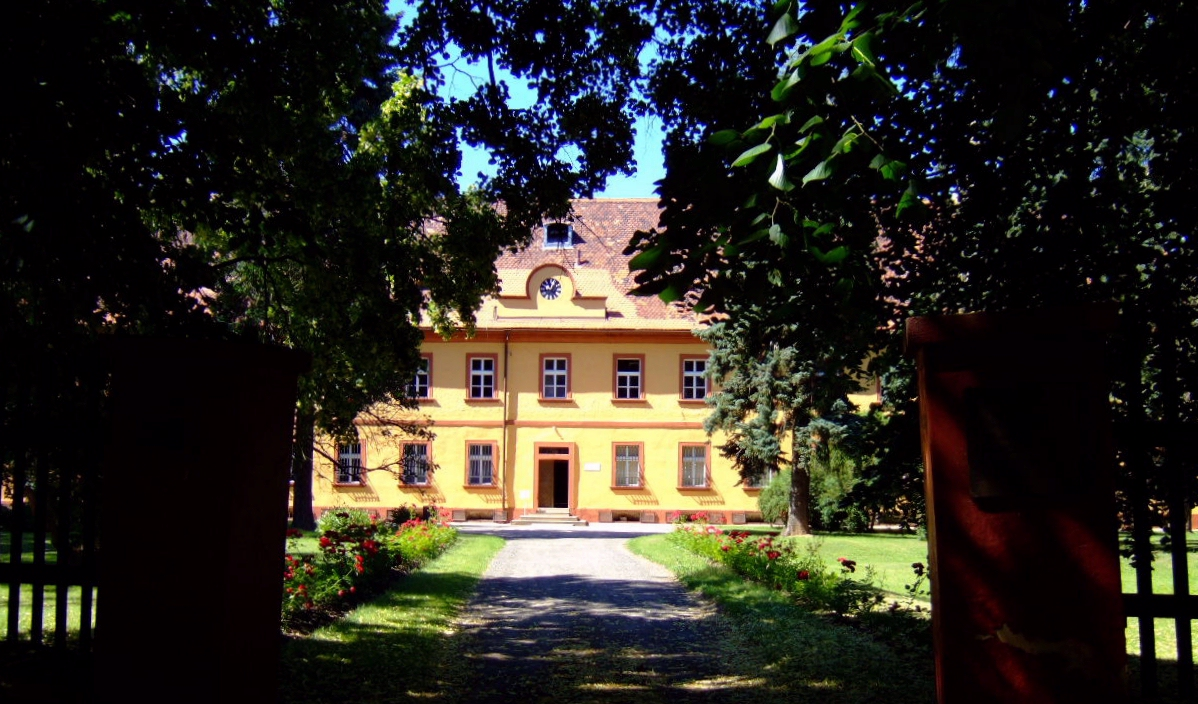
SS-kommendantens bostadshus i Lilla Fästningen.
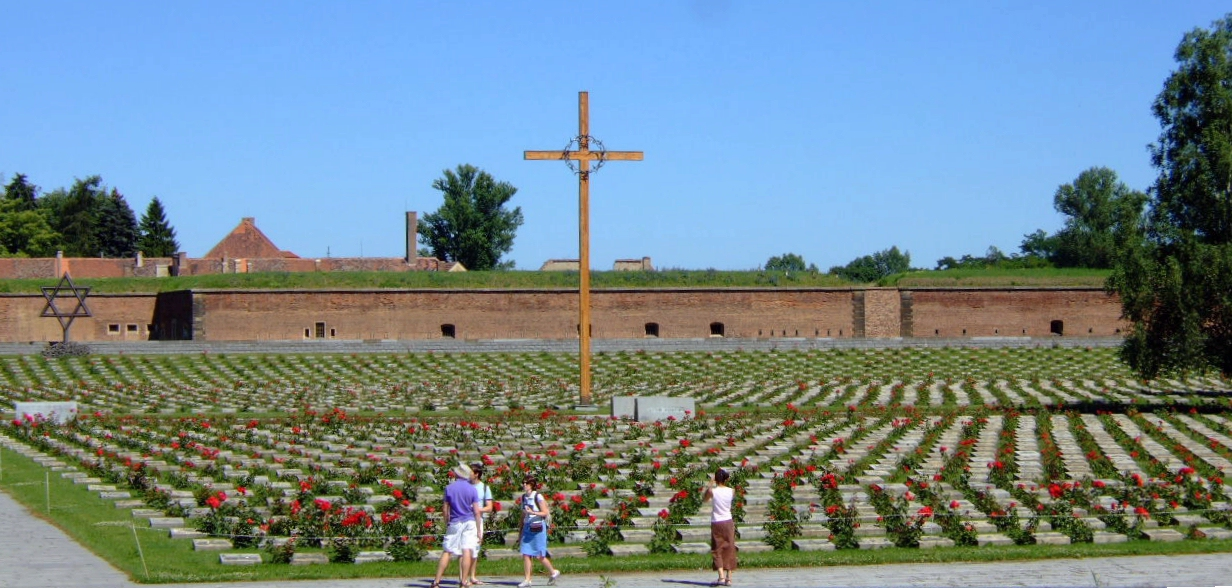
Nationalkyrkogården.

## Vänorter
- Strausberg - Tyskland (1998)